# Diocese de Salamanca
A Diocese de Salamanca (em latim: Dioecesis Salmantina) é uma diocese da Igreja Católica da Espanha, sediada nas cidades de Salamanca na província de Salamanca, comunidade autónoma da Castela e Leão. Faz parte da Arquidiocese de Valladolid. Foi fundada em 580 pelo Papa Pelágio II como Diocese de Salamanca, e restaurada em 1102 pelo Papa Pascoal II com o mesmo nome. Em 2022 contava com uma população católica de 246 650 fiéis, sendo 92,5% da população total, e tinha 335 paróquias.

## História
Em 580 o Papa Pelágio II funda a Diocese de Salamanca. Em 712 a diocese é suprimida, sendo restaurada em 1102 pelo Papa Pascoal II com o mesmo nome. Em 1120 a diocese torna-se sufragânea de Santiago de Compostela. Em 1161 a Diocese de Salamanca perde território para a fundação da Diocese de Ciudad Rodrigo.  Em 1857 a Diocese de Salamanca tem sua província eclesiástica alterada, passando de  Santiago de Compostela para Valladolid. Em 1954 a Diocese de Salamanca ganha parte dos territórios da Arquidiocese de Valladolid e da Diocese de Samora. Em 1958 ganha território das dioceses de Ávila e Coria-Cáceres, em contrapartida perde território para a Diocese de Ciudad Rodrigo.

## Lista de bispos
A seguir uma lista de bispos da diocese desde sua restauração em 1102. Não se tem muito registro dos bispos anteriores a essa data.
|                     | Nome                                        | Período             | Notas                                       |
| Bispos de Salamanca | Bispos de Salamanca                         | Bispos de Salamanca | Bispos de Salamanca                         |
| ------------------- | ------------------------------------------- | ------------------- | ------------------------------------------- |
| 80º                 | José Luis Retana Gozalo                     | 2021 - atual        |                                             |
| 79º                 | Carlos López Hernández                      | 2003 - 2021         |                                             |
| 78º                 | Braulio Rodríguez Plaza                     | 1995 - 2002         | Nomeado arcebispo de Valladolid             |
| 77º                 | Mauro Rubio Repullés                        | 1964 - 1995         |                                             |
| 76º                 | Francisco Barbado y Viejo, O.P.             | 1942 - 1964         | Faleceu no cargo                            |
| 75º                 | Enrique Pla y Deniel                        | 1935 - 1941         | Nomeado arcebispo de Toledo                 |
| 74º                 | Francisco Frutos y Valiente                 | 1925 - 1933         | Faleceu no cargo                            |
| 73º                 | Ángel Regueras y López                      | 1923 - 1924         | Faleceu no cargo                            |
| 72º                 | Julián de Diego y García Alcolea            | 1913 - 1923         | Nomeado patriarca das Índias Ocidentais     |
| 71º                 | Francisco Javier Valdés y Noriega, O.E.S.A. | 1904 - 1913         | Faleceu no cargo                            |
| 70º                 | Tomás Jenaro de Cámara y Castro, O.E.S.A.   | 1885 - 1904         | Faleceu no cargo                            |
| 69º                 | Narciso Martínez Izquierdo                  | 1874 - 1885         | Nomeado bispo de Madrid                     |
| 68º                 | Narciso Martínez Izquierdo                  | 1874 - 1885         | Nomeado bispo de Madrid                     |
| 67º                 | Joaquín Lluch y Garriga, O.C.D.             | 1868 - 1874         | Nomeado bispo de Barcelona                  |
| 66º                 | Anastasio Rodrigo Yusto                     | 1857 - 1867         | Nomeado arcebispo de Burgos                 |
| 65º                 | Fernando de la Puente y Primo de Rivera     | 1852 - 1857         | Nomeado arcebispo de Burgos                 |
| 64º                 | Antolín García Lozano                       | 1851 - 1852         | Faleceu no cargo                            |
| 63º                 | Salvador Sanz Grado                         | 1850 - 1851         | Faleceu no cargo                            |
| 62º                 | Agustín Lorenzo Varela Temes                | 1824 - 1849         | Faleceu no cargo                            |
| 61º                 | Gerardo José Parga, O.Cist.                 | 1807 - 1821         | Faleceu no cargo                            |
| 60º                 | Antonio Tavira Almazán                      | 1798 - 1807         | Faleceu no cargo                            |
| 59º                 | Felipe Antonio Fernández Vallejo            | 1794 - 1797         | Nomeado arcebispo de Santiago de Compostela |
| 58º                 | Andrés José Barco Espinosa                  | 1785 - 1794         | Faleceu no cargo                            |
| 57º                 | Felipe Beltrán Serrano                      | 1763 - 1783         | Faleceu no cargo                            |
| 56º                 | José Zorrilla de Sanmartín                  | 1749 - 1762         | Faleceu no cargo                            |
| 55º                 | José Sancho Granado                         | 1729 - 1748         | Faleceu no cargo                            |
| 54º                 | Silvestre García Escalona                   | 1714 - 1729         | Faleceu no cargo                            |
| 53º                 | Francisco Calderón de la Barca Nieto        | 1693 - 1712         | Faleceu no cargo                            |
| 52º                 | Martín Ascargorta                           | 1689 - 1693         | Nomeado arcebispo de Granada                |
| 51º                 | José Cosío Barreda                          | 1687 - 1689         | Faleceu no cargo                            |
| 50º                 | Pedro Gutiérrez de Toledo, O.de M.          | 1681 - 1686         | Nomeado bispo de Córdova                    |
| 49º                 | Francisco de Seijas Losada                  | 1670 - 1681         | Nomeado arcebispo de Santiago de Compostela |
| 48º                 | Gabriel de Esparza Pérez                    | 1662 - 1670         | Nomeado bispo de Calahorra e La Calzada     |
| 47º                 | Francisco Antonio Díaz de Cabrera           | 1660 - 1661         | Faleceu no cargo                            |
| 46º                 | Antonio Piña y Hermosa                      | 1657 - 1659         | Nomeado bispo de Málaga                     |
| 45º                 | Juan Pérez Delgado                          | 1655 - 1657         | Nomeado arcebispo de Burgos                 |
| 44º                 | Pedro Carrillo Acuña y Bureba               | 1648 - 1655         | Nomeado arcebispo de Santiago de Compostela |
| 43º                 | Juan Ortiz de Zárate                        | 1645 - 1646         | Faleceu no cargo                            |
| 42º                 | Juan Valenzuela Velázquez                   | 1642 - 1645         | Faleceu no cargo                            |
| 41º                 | Cristóbal de la Cámara y Murga              | 1635 - 1641         | Faleceu no cargo                            |
| 40º                 | Antonio Corrionero                          | 1621 - 1633         | Faleceu no cargo                            |
| 39º                 | Francisco Hurtado de Mendoza y Ribera       | 1616 - 1621         | Nomeado bispo de Pamplona                   |
| 38º                 | Diego Ordóñez, O.F.M.                       | 1615 - 1615         | Faleceu no cargo                            |
| 37º                 | Luis Fernández de Córdoba                   | 1602 - 1615         | Nomeado bispo de Málaga                     |
| 36º                 | Pedro Junco Posada                          | 1598 - 1602         | Faleceu no cargo                            |
| 35º                 | Jerónimo Manrique de Lara                   | 1579 - 1593         | Faleceu no cargo                            |
| 34º                 | Fernando de Tricio Arenzana                 | 1578 - 1578         | Faleceu no cargo                            |
| 33º                 | Francisco Soto Salazar                      | 1576 - 1578         | Faleceu no cargo                            |
| 32º                 | Pedro González Mendoza                      | 1560 - 1574         | Faleceu no cargo                            |
| 31º                 | Francisco Manrique de Lara                  | 1556 - 1560         | Nomeado bispo de Sigüenza                   |
| 30º                 | Pedro Acuña Avellaneda                      | 1555 - 1555         | Faleceu no cargo                            |
| 29º                 | Pedro Castro Lemos                          | 1545 - 1555         | Nomeado bispo de Cuenca                     |
| 28º                 | Rodrigo Mendoza Manrique                    | 1537 - 1545         | Faleceu no cargo                            |
| 27º                 | Luis Cabeza de Vaca                         | 1530 - 1537         | Nomeado bispo de Palência                   |
| 26º                 | Francisco Bobadilla                         | 1510 - 1529         | Faleceu no cargo                            |
| 25º                 | Juan de Castilla                            | 1498 - 1510         | Faleceu no cargo                            |
| 24º                 | Diego de Deza, O.P.                         | 1494 - 1498         | Nomeado bispo de Jaén                       |
| 23º                 | Oliviero Carafa                             | 1491 - 1494         | Renunciou                                   |
| 22º                 | Diego Meléndez de Valdés                    | 1483 - 1491         | Renunciou                                   |
| 21º                 | Raffaele Sansoni Riario                     | 1482 - 1483         | Nomeado administrador de Osma               |
| 20º                 | Gonzalo de Vivero                           | 1447 - 1482         | Faleceu no cargo                            |
| 19º                 | Sancho López de Castilla                    | 1423 - 1446         | Faleceu no cargo                            |
| 18º                 | Afonso                                      | 1412 - 1422         | Faleceu no cargo                            |
| 17º                 | Gonzalo de Alba, O.P.                       | 1408 - 1412         | Faleceu no cargo                            |
| 16º                 | Diego de Anaya Maldonado                    | 1392 - 1407         | Nomeado bispo de Cuenca                     |
| 15º                 | Carlos de Guevara                           | 1389 - 1392         | Faleceu no cargo                            |
| 14º                 | Alfonso Barrasa                             | 1361 - 1375         | Nomeado bispo de Leão                       |
| 13º                 | Juan Lucero                                 | 1339 - 1361         | Nomeado bispo de Segóvia                    |
| 12º                 | Lorenzo Díaz, O.P.                          | 1335 - 1339         | Faleceu no cargo                            |
| 11º                 | Lourenço                                    | 1330                | Nomeado                                     |
| 10º                 | Pedro                                       | 1310 - 1324         | Faleceu no cargo                            |
| 9º                  | Alfonso das Astúrias                        | 1306 - 1309         | Faleceu no cargo                            |
| 8º                  | Pedro Fechor, O.F.M.                        | 1286                | Nomeado                                     |
| 7º                  | Mateo Rinal                                 | 1246 - 1247         | Nomeado bispo de Cuenca                     |
| 6º                  | Pedro Suárez de Deza                        | 1166 - 1173         | Nomeado arcebispo de Santiago de Compostela |
| 5º                  | Berenguel                                   | 1135 - 1140         | Nomeado arcebispo de Santiago de Compostela |
| 4º                  | Alonso Pérez                                | 1130 - 1131         | Faleceu no cargo                            |
| 3º                  | Múnio                                       | 1124 - 1130         | Removido                                    |
| 2º                  | Giraldo                                     | 1121 - 1124         | Faleceu no cargo                            |
| 1º                  | Jerónimo de Perigord, O.S.B.                | 1102 - 1120         | Faleceu no cargo                            |